# Cratichneumon paratus
Cratichneumon paratus är en stekelart som först beskrevs av Thomas Say 1829.  Cratichneumon paratus ingår i släktet Cratichneumon och familjen brokparasitsteklar. Inga underarter finns listade i Catalogue of Life.